# Tonmi Lillman
Tonmi Lillman (ur. jako Tommi Kristian Lillman 3 czerwca 1973, zm. 13 lutego 2012) – fiński muzyk, kompozytor i multiinstrumentalista, a także inżynier dźwięku i producent muzyczny. W latach 2010–2012 był członkiem fińskiej grupy hardrockowego Lordi. W zespole zastąpił poprzedniego perkusistę – Kitę. Wcześniej występował z Sinergy i To/Die/For.
Poza działalnością muzyczną pracował jako grafik. Był endorserem instrumentów firm Pearl i Sabian.
Tonmi Lillman zmarł 13 lutego 2012 roku. Miał 38 lat. Przyczyna śmierci muzyka nie została podana do publicznej wiadomości.

## Wybrana dyskografia
- To/Die/For – All Eternity (1999, Spinefarm Records)[8]
- Sinergy – To Hell and Back (2000, Nuclear Blast)[9]
- To/Die/For – Epilogue (2001, Spinefarm Records)[10]
- Sinergy – Suicide by My Side (2002, Nuclear Blast)[11]
- To/Die/For – Jaded (2003, Spinefarm Records)[12]
- Lordi – To Beast or Not to Beast (2013, AFM Records)[13]